# WA 엔터테인먼트
WA 엔터테인먼트(WA Entertainment)는 2012년에 설립한 대한민국의 연예기획사로 레인보우브릿지에이전시 이사인 김도훈,(주)레인보우브릿지에이전시 대표 김진우, 모던케이 대표 김형규 에 의해 설립되었다.
대표적인 아티스트로는 걸 그룹 마마무, 싱어송라이터 에스나, 음악하는 형제 오브로젝트가 소속되어있다.
2015년 3월 레인보우브릿지에이전시에 흡수합병되었다.

## 소속 아티스트

### 현재
- 마마무
- 에스나
- 오브로젝트
- 박장현

### 과거
- 팬텀
- 긱스